# FIFA 21
FIFA 21 è un videogioco di calcio sviluppato da EA Sports e pubblicato per PlayStation 4, Xbox One, Microsoft Windows e Nintendo Switch il 9 ottobre 2020, successivamente per PlayStation 5 e Xbox Series X/S il 4 dicembre dello stesso anno ed infine per Google Stadia il 17 marzo 2021.
Ventottesimo capitolo della serie FIFA, è stato presentato il 18 giugno 2020 all'EA Play Live che si è svolto tramite una diretta streaming dell'account ufficiale EA Sports sulla piattaforma Twitch a causa della pandemia di COVID-19.
In copertina su tutte le edizioni del videogioco appare il calciatore francese del Paris Saint-Germain, Kylian Mbappé.

## Nuove caratteristiche

### Gameplay
Fra le caratteristiche del gameplay ci sono diverse modifiche, alcune legate alle console di nuova generazione, PlayStation 5 e Xbox Series X/S:
- Tempi di caricamento della partita più veloce
- Migliore illuminazione degli stadi durante le partite, che rende più visibili i dettagli fisici dei calciatori
- Audio spazializzato
- Animazioni e movimenti dei calciatori legati alle loro statistiche
- Umanizzazione dei movimenti senza palla
- Nuove animazioni prima e durante il match con reazioni dei giocatori in panchina e dei tifosi sugli spalti adattate ad ogni momento.
- Gameplay più fluido e impostato sul possesso palla.
- Musiche originali dei club dopo un gol.

### Licenze
Per quanto riguarda le licenze previste, tra le novità vi è l'acquisizione in esclusiva delle licenze di Inter, Milan e Boca Juniors, quest'ultimo solo nella Copa Libertadores, a scapito del diretto concorrente Pro Evolution Soccer; a queste, però, succede la perdita di varie licenze del calcio italiano: per la Serie A, oltre alla già non licenziata Juventus, la Roma. Per la Serie B avviene la completa perdita della licenza, con solo sei squadre (Brescia, Chievo, Empoli, Lecce, Monza e SPAL) presenti nel gioco nella sezione "Resto del Mondo". Infine si aggiunge anche la perdita della licenza della nazionale italiana con annesso lo Stadio Olimpico, salvo poi essere ripristinata tramite aggiornamento a febbraio 2021.
Alla perdita delle varie licenze in ambito calcistico italiano, se ne aggiungono altre come la Liga Dimayor e il Campeonato Nacional Scotiabank.

### Modalità carriera
Dopo le continue lamentele subite negli anni precedenti dai vari videogiocatori, la modalità carriera viene ulteriormente migliorata:
- Simulazione interattiva della partita: durante la simulazione di una partita, ci sarà l'opportunità di entrare nella gara in corso.
- Allenamenti: si potranno organizzare sessioni di allenamento di gruppo e non più solo cinque allenamenti
- Nuove opzioni di trasferimento:  nuove opzioni di trasferimento; prestiti con un'opzione di acquisto e gli scambi di giocatori.
- Aggiunti anche in lingua italiana aggiornamenti in live, da parte di un bordocampista, delle partite che si giocano in contemporanea.

### Volta Football
La modalità Volta, presente da FIFA 20, avrà migliorie nel gameplay e l'aggiunta di due nuove modalità: Volta Squads e Feature Battles. Fra le località già presenti inoltre vengono aggiunte cinque città: Dubai, Milano, Parigi, San Paolo e Sydney.

### Ultimate Team
Come nel precedente capitolo sarà presente il sistema delle Icone con 11 nuove aggiunte: Éric Cantona, Petr Čech, Ashley Cole, Samuel Eto'o, Philipp Lahm, Ferenc Puskás, Bastian Schweinsteiger, Davor Šuker, Fernando Torres, Nemanja Vidić e Xavi.
È inoltre possibile personalizzare il proprio stadio attraverso gli oggetti tifo, ottenibili nel gioco.

## Campionati e squadre di club presenti

### Campionati nazionali
- Dawri Jameel
- Superliga Quilmes Clasica[14]
- A-League
- Bundesliga
- Jupiler League
- Campeonato Brasileiro Série A[15]
- CSL
- K-League
- Superligaen
- Ligue 1
- Ligue 2
- Bundesliga
- 2. Bundesliga
- 3. Liga
- Premier League
- FL Championship
- Football League 1
- Football League 2
- Meiji Yasuda J1
- Airtricity League
- Serie A TIM[16]
- Liga Bancomer MX
- Tippeligaen
- Eredivisie
- Ekstraklasa
- Primeira Liga
- Liga I
- LaLiga
- LaLiga 2
- Allsvenskan
- Raiffeisen Super League
- Scottish Premiership
- Süper Lig
- Major League Soccer

### Resto del mondo
- Al-Ain
- AEK Atene
- Brescia
- Chievo
- Dinamo Kiev
- CSKA Mosca
- Dinamo Zagabria
- Empoli
- HJK
- Kaizer Chiefs
- Lecce
- Lokomotiv Mosca
- Monza
- Olympiacos
- Orlando Pirates
- Panathīnaïkos
- PAOK
- Šachtar
- Slavia Praga
- SPAL
- Sparta Praga
- Spartak Mosca
- Viktoria Plzeň
- MLS All-Stars 1
- Adidas All-Stars 1
- Soccer Aid 1

1 = da sbloccare online

## Controversie
Il gioco è stato soggetto a critiche negative riguardo partite online pilotate dal sistema, a causa del DDA ("dynamic difficult adjustment", più semplicemente "difficoltà dinamica") l'algoritmo che va a livellare la difficoltà del gameplay, presente da FIFA 17.